# Els Cortils
Els Cortils és un territori del terme municipal de Bagà al Berguedà, que forma un enclavament entre els termes municipals de Josa i Tuixén (Alt Urgell), Montellà i Martinet (Baixa Cerdanya), Saldes i Gisclareny.
Té una extensió 3,28 km², i es troba en una coma entre la Serra dels Cortils i la de Pedregosa. A la banda occidental hi ha el Pic de Costa Cabirolera, el cim més alt del Berguedà.
Comunica amb la subcomarca del Baridà a través del Pas de Gosolans.